# Eidgenössisches Departement
Die Eidgenössischen Departemente der Schweiz sind unmittelbar dem Bundesrat als Regierung unterstehende, nach Sachgebieten gegliederte Verwaltungseinheiten auf Bundesebene. Sie entsprechen somit den Ministerien anderer Länder. Zusammen mit allen nachgeordneten Behörden bilden sie die Bundesverwaltung.

## Organisation
Jedem der sieben Departemente steht ein Bundesrat vor. Dazu kommt die Bundeskanzlei, geleitet vom Bundeskanzler, als Stabsstelle der Regierung. Die Direktoren der Bundesämter, also der Verwaltungsabteilungen, die den Departementen untergeordnet sind, wählt der Gesamtbundesrat; auch die Staatssekretäre, der Rüstungschef, die beiden Vizekanzler, die Leitung der Finanzkontrolle und weitere Spitzenkräfte werden vom Gesamtbundesrat bestimmt. Sie sind aber in ihrer Arbeit dem entsprechenden Departementsvorsteher verantwortlich.
Die Bundesräte haben eine Doppelfunktion. Als Mitglieder der Regierung und damit im Kollegium sind sie gemeinsam verantwortlich für die Regierungstätigkeit. Darüber hinaus führen sie ein Departement und vertreten dessen Aufgaben und Aufträge im Kollegium.
Bundesräte werden vom Parlament ins Kollegium und nicht in ein Departement gewählt. Die Bundesräte machen die Verteilung der Departemente jeweils nach den Wahlen unter sich aus. Sie regeln auch die Stellvertretung.
Seit den Anfängen des Bundesstaates 1848 haben sich die Aufgaben stark erweitert und verändert, so wuchsen auch die Ämter, einige wurden zusammengelegt oder aufgelöst. Die Bundesverwaltung umfasst heute rund 39'000 Mitarbeiter. Die Anzahl Bundesräte und Departemente ist bis heute gleich geblieben. Verändert haben sich im Wandel der Zeit die Gewichtung und die Aufgabenbereiche der Departemente.
Die Bundesverwaltung gliedert sich in sieben Departemente (Reihenfolge gemäss Staatsrechnung):
- Eidgenössisches Departement für auswärtige Angelegenheiten (EDA)
- Eidgenössisches Departement des Innern (EDI)
- Eidgenössisches Justiz- und Polizeidepartement (EJPD)
- Eidgenössisches Departement für Verteidigung, Bevölkerungsschutz und Sport (VBS)
- Eidgenössisches Finanzdepartement (EFD)
- Eidgenössisches Departement für Wirtschaft, Bildung und Forschung (WBF)
- Eidgenössisches Departement für Umwelt, Verkehr, Energie und Kommunikation (UVEK)

## Geschichte, Entwicklung
In der Helvetik führte das Direktorium Ministerien, die aus besoldeten Berufsmagistraten bestanden. Die Bundesurkunde von 1832 (Rossi-Plan) sah vier Departemente vor – des Äusseren, des Inneren, des Kriegs und der Finanzen. Die Kriegs- und Finanzdepartemente sollten von eidgenössischen Kommissionen verwaltet werden. Das departementale Organisationsprinzip sah vor, dass die Bundesratsmitglieder als Departementsvorsteher gewählt würden – wie noch heute in Appenzell Innerrhoden. Sie hätten also die Departemente nicht unter sich verteilen können, wie es heute üblich ist.
Bei Gründung des Bundesstaats 1848 strebte man eine Verbindung zwischen Kollegial- und Departementalsystem an. Man übernahm für die Exekutive das in einigen radikalen Kantonen bereits bewährte Regierungssystem. Dadurch erhielt der Bundesrat auch eine Doppelrolle. Die erste Bundesverfassung schrieb sowohl die Einteilung in Departemente als auch das neue Kollegium des Bundesrats fest, das als oberste leitende und vollziehende Gewalt unmittelbar mit der Verwaltung verknüpft wurde.
Anfänglich stand das Kollegialsystem im Vordergrund. Die Departemente wurden wie heute von einem einzelnen Mitglied des Bundesrats geleitet. Doch damals waren die einzelnen Sachgeschäfte einfach und überschaubar, was die Zusammenarbeit des Bundesrats erleichterte. Mit der quantitativ und qualitativ wachsenden Aufgabenlast des Bundes hat kontinuierlich auch die Zahl der Bundesämter und damit der Umfang der Departemente zugenommen. Bereits mit der Totalrevision der Bundesverfassung von 1874 wurden die Aufgabenbereiche des Bundes stark ausgeweitet, der Gliederung der Sachgeschäfte in Spezialbereiche folgend (1873). Das Bundesratskollegium behielt zwar weiterhin die Entscheidungskompetenz, doch wuchs das politische Gewicht der Departemente.
| Entwicklung der Eidgenössischen Departemente seit 1848 bis heute |                                                                  |                                              |                                                         |                                                                                  |                                           |                                                                         |                                                                                   |                      |  |                     |  |                              |  |                          |  |           |
| 1848–1849                                                        |                                                                  | Politisches Departement                      |                                                         | Departement des Innern                                                           |                                           | Justiz- und Polizei- departement                                        |                                                                                   | Militär- departement |  | Finanz- departement |  | Handels- und Zolldepartement |  | Post- und Baudepartement |  | 1848–1849 |
| 1860                                                             |                                                                  |                                              |                                                         |                                                                                  |                                           |                                                                         | Postdepartement                                                                   | 1860                 |  |                     |  |                              |  |                          |  |           |
| 1873                                                             |                                                                  |                                              |                                                         |                                                                                  | Finanz- und Zolldepartement               | Eisenbahn- und Handels- departement                                     | Post- und Telegrafen- departement                                                 | 1873                 |  |                     |  |                              |  |                          |  |           |
| 1879                                                             |                                                                  |                                              |                                                         |                                                                                  |                                           | Handels- und Landwirtschafts- departement                               | Post- und Eisenbahn- departement                                                  | 1879                 |  |                     |  |                              |  |                          |  |           |
| 1888                                                             | Departement des Äussern                                          |                                              |                                                         |                                                                                  |                                           | Industrie- und Landwirtschafts- departement                             |                                                                                   | 1888                 |  |                     |  |                              |  |                          |  |           |
| 1896                                                             | Politisches Departement                                          |                                              |                                                         |                                                                                  |                                           | Handels-, Industrie- und Landwirtschafts- departement                   |                                                                                   | 1896                 |  |                     |  |                              |  |                          |  |           |
| 1915                                                             |                                                                  |                                              |                                                         |                                                                                  |                                           | Volkswirtschafts- departement                                           |                                                                                   | 1915                 |  |                     |  |                              |  |                          |  |           |
| 1963                                                             |                                                                  |                                              |                                                         |                                                                                  |                                           |                                                                         | Verkehrs- und Energie- wirtschafts- departement                                   | 1963                 |  |                     |  |                              |  |                          |  |           |
| 1979                                                             | Eidgenössisches Departement für auswärtige Angelegenheiten (EDA) | Eidgenössisches Departement des Innern (EDI) | Eidgenössisches Justiz- und Polizei- departement (EJPD) | Eidgenössisches Militär- departement (EMD)                                       | Eidgenössisches Finanz- departement (EFD) | Eidgenössisches Volkswirtschafts- departement (EVD)                     | Eidgenössisches Verkehrs- und Energie- wirtschafts- departement (EVED)            | 1979                 |  |                     |  |                              |  |                          |  |           |
| 1998                                                             |                                                                  |                                              |                                                         | Eidgenössisches Departement für Verteidigung, Bevölkerungsschutz und Sport (VBS) |                                           |                                                                         | Eidgenössisches Departement für Umwelt, Verkehr, Energie und Kommunikation (UVEK) | 1998                 |  |                     |  |                              |  |                          |  |           |
| 2013                                                             |                                                                  |                                              |                                                         |                                                                                  |                                           | Eidgenössisches Departement für Wirtschaft, Bildung und Forschung (WBF) |                                                                                   | 2013                 |  |                     |  |                              |  |                          |  |           |
| heute                                                            | EDA                                                              | EDI                                          | EJPD                                                    | VBS                                                                              | EFD                                       | WBF                                                                     | UVEK                                                                              |                      |  |                     |  |                              |  |                          |  |           |
|                                                                  |                                                                  |                                              |                                                         |                                                                                  |                                           |                                                                         |                                                                                   |                      |  |                     |  |                              |  |                          |  |           |

## Departemente der Kantone, Gemeinden
In den Kantonen gibt es ähnliche Verwaltungsabteilungen (Direktionen, Departemente), welche vorbereitende und vollziehende Aufgaben sowie die Beaufsichtigung untergeordneter Amtsstellen wahrnehmen und denen je ein Mitglied der Exekutive vorsteht. Die Kantone haben in der Regel zwischen fünf und zehn solche Departemente.
Auf der Stufe der Gemeinden sind es die Ressorts der Gemeindeverwaltung, in der Westschweiz auch dicastères, in der Italienischen Schweiz dicasteri genannt.